# Synodontis woosnami
Synodontis woosnami, Upper Zambezi squeaker, hay bubblebarb squeaker, là tên của một loài cá da trơn bơi lộn ngược và là loài đặc hữu của Angola, Botswana, Namibia, Zambia và Zimbabwe. Tại đó, chúng thường xuất hiện ở sông Cunene và thượng nguồn của lưu vực sông Zambezi, sông Okavango. Vào năm 1911, nhà động vật học người Bỉ gốc Anh George Albert Boulenger đã mô tả loài vật này dựa trên mẫu vật thu thập được ở sông Okavango, Botswana. Tên loài woosnami được đặt theo tên của người thu thập mẫu tên là R. B. Woosnam.

## Mô tả
Tương tự như nhiều loài trong chi Synodontis, S. geledensis xương đỉnh đầu của chúng kéo dài ra phía sau đến tia vây đầu tiên của vây lưng thì dừng lại. Hai bên đầu chúng mọc ra hai cái xương hẹp, cứng, nhám, chiều dài thì hơn chiều rộng một chút. Nhờ bộ phận này mà các nhà nghiên cứu có thể nhận dạng được loài cá này.
Chúng có 3 cặp râu. Một cặp ở hàm trên thì dài, không phân nhánh, có thể có màng ở nối với cơ thể ở gốc, khi mở rộng thì có chiều dài khoảng 4⁄5 chiều dài của đầu. Còn hai cặp ở dưới thì có độ dài không bằng nhau. Cặp ngoài cùng thì dài hơn cặp trong cùng gấp 1+1⁄2 lần và cả hai đều phân nhánh.
Tia vây đầu tiên của vây lưng và vây ngực thì cứng và có đỉnh nhọn. Ở phần lưng thì hơi cong, dài bằng 5⁄6 chiều dài của đầu hoặc ngắn hơn một chút, phía trước thì mềm và phía sau thì nhiều răng cưa hơn. Còn ở phần ngực thì dài như vây lưng và có răng cưa ở 2 bên. Vây hậu môn thì có 4 tia vây không nhánh và 8 tia vây phân nhánh, đỉnh thì cùn. Vây đuôi thì chia ra làm 2 rất rõ ràng.
Ở hàm trên thì răng của chúng có hình cái đục, còn ở hàm dưới thì có hình chữ S (hay hình cái móc). Số lượng răng ở hàm dưới thường được dùng để phân biệt các loài, ở Synodontis caudovittatus thì hàm dưới có khoảng 20 cái răng.
Cơ thể của loài cá này có màu nâu đậm, mặt dưới thì có màu sáng hơn. Lưng, hai bên, vây thì đều có đốm đen.
Chiều dài của chúng khi trưởng thành có thể lên đến 20.5 cm (8.1 in). Nhìn chung thì cá thể giống cái thì to hơn giống đực dù cùng lứa tuổi với nhau.

## Môi trường sống và tập tính
Trong tự nhiên, loài cá này sinh sống ở thượng nguồn lưu vực sông Zambezi, cũng như là lưu vực sông Okavango và lưu vực sông Cunene.
Hành vi sinh sản của các loài trong chi Synodontis hầu như vẫn chưa rõ, ngoại trừ việc đếm được số lượng trứng từ việc đánh bắt được các cá thể cái. Mùa sinh sản thì có lẽ diễn ra vào mùa lũ từ tháng 7 đến tháng 10, rồi chúng bắt cặp và bơi cùng nhau đến hết mùa sinh sản. Tương tự như nhiều loài cùng chi, chúng là loài ăn tạp như ấu trùng côn trùng, tảo, động vật chân bụng, động vật giáp xác, sò và trứng của những loài cá khác.. Tốc độ phát triển của chúng tăng nhanh vào năm đầu tiên rồi giảm dần theo từng năm.